# Mandell Creighton
Mandell Creighton (født 5. juli 1843, død 14. januar 1901) var en engelsk biskop og kirkehistoriker.
Creighton studerede i Oxford, hvor han 1866 blev fellow og 1867-75 docerede historie. 1873 blev han præsteviet, 1884 fik han det nylig oprettede professorat i kirkehistorie i Cambridge.
To år senere grundlagde han det historiske tidsskrift Historical Review, hvis redaktør han var, indtil han 1891 udnævntes til biskop i Peterborough. 1896 blev han biskop af London.
Creightons hovedværk er History of the Papacy during the periods of the Reformation (1882 ff.). I kirkelig henseende var han bredkirkens mand, men forstod at samarbejde både med højkirken og lavkirken.